# Knut Dietrich
Knut Dietrich (* 15. April 1936; † 17. Juni 2023) war ein deutscher Sportpädagoge und Hochschullehrer.

## Leben
Dietrich studierte am Pädagogischen Institut Jugenheim und war hernach als Lehrer im Schuldienst tätig. Er wurde Hochschullehrer an der Goethe-Universität Frankfurt am Main. 1971 schloss er am Fachbereich Erziehungswissenschaft eine Doktorarbeit ab.
Dietrich war von 1973 bis zum Antritt seines Ruhestands am 1. Juni 2000 Professor für Sportpädagogik an der Universität Hamburg. Er befasste sich in seiner wissenschaftlichen Arbeit unter anderem mit der Bewegungskultur, der Stadt als Bewegungsraum, kinderfreundlicher Stadtplanung, Bewegung und Sport in der Schule (darunter auch der Sportunterricht), der Didaktik der Sportspiele, Inszenierungsformen im Sport, der Körpersprache, Sportvereinen, Sportspielen und Beschäftigungsmöglichkeiten bei kommerziellen Sportanbietern. Dietrich war Gründer der Zeitschrift Sportpädagogik. Er bemühte sich um eine Internationalisierung der Bewegungswissenschaft, unter anderem durch einen mit Ländern in Afrika und Asien durchgeführten Austausch von Lehrkräften. In der zweiten Hälfte der 1990er Jahre weilte Dietrich als Gastprofessor an der Universität Kopenhagen.
Anlässlich seiner Emeritierung erschien das Buch „Stadt und Bewegung“. Dietrich war Leiter des 1995 gegründeten Hamburger Forums Spielräume e.V. 2006 wurde Dietrich die Goldene Ehrennadel der Deutschen Vereinigung für Sportwissenschaft verliehen.